# 双(三苯基膦)氯化亚铵
双(三苯基膦)氯化亚铵是一种亚铵盐，化学式为[(C6H5)3P)2N]Cl，常写作[(Ph3P)2N]Cl，简写为[PPN]Cl或[PNP]Cl，这种无色的盐可以提供低反应性、弱配位的PPN+阳离子，用于分离活泼阴离子。

## 合成
PPNCl可以三苯基膦为原料经两步反应制得：
Ph3P  +  Cl2  →  Ph3PCl2
生成的三苯基二氯化膦在三苯基膦存在下与羟胺反应，反应中P-Cl键被P=N键取代：
2 Ph3PCl2  +  NH2OH·HCl  +  Ph3P  →  {[Ph3P]2N}Cl  +  4HCl  +  Ph3PO